# 歐諾古爾群島
62°21′07″S 59°41′00″W / 62.35194°S 59.68333°W
歐諾古爾群島是南極洲的群島，位於羅伯特島西北面，屬於南設得蘭群島的一部分，處於康沃爾島東南面0.7公里，島嶼包括丘里切尼島、格羅德島、科瓦奇島、利夫島、伊斯克爾島、奧塞諾夫拉格島、熱迪納島、斯韋圖爾卡島和維拉列島。

## 外部連結
- Onogur Islands. （页面存档备份，存于） SCAR Composite Antarctic Gazetteer.